# Gruppo Sportivo Robur Angelo Costa 2012-2013
Questa voce raccoglie le informazioni riguardanti il Gruppo Sportivo Robur Angelo Costa nelle competizioni ufficiali della stagione 2012-2013.

## Stagione
La stagione 2012-13 si apre con l'acquisto da parte del Gruppo Sportivo Robur Angelo Costa di Ravenna, sponsorizzata dal gruppo CMC, del titolo sportivo della Gabeca Pallavolo di Monza, restando così in Serie A1, dopo la retrocessione maturata nella stagione precedente, per la seconda annata consecutiva. Il mercato rivoluziona completamente la squadra: vengono confermati pochissimi elementi e tra gli acquisti principali i due greci Thanasīs Psarras e Panagiōtīs Pelekoudas, il brasiliano Bruno Zanuto ed il giovane palleggiatore croato Tsimafei Zhukouski; inoltre poco prima dell'inizio del campionato cambia l'allenatore e la panchina viene affidata a Mauro Fresa che sostituisce Antonio Babini.
Nel girone di andata, la squadra raccoglie un solo successo, in casa della Pallavolo Modena per 3-1, mentre in casa sfiora la vittoria al tie-break contro la New Mater Volley di Castellana Grotte: conclude quindi la prima fase di campionato all'ultimo posto, non qualificandosi per la Coppa Italia. Il girone di ritorno invece regala due vittorie alla squadra emiliana, sempre in trasferta, contro il BluVolley Verona e la Top Volley di Latina: è proprio nei confronti degli scaligeri che il GS Robur Angelo Costa compie il sorpasso in classifica, chiudendo al penultimo posto, risultato che non consente la qualificazione ai play-off scudetto.

## Organigramma societario
Area direttiva
- Presidente: Luca Casadio
- Vicepresidente: Paolo Morgagni
- Direttore generale: Stefano Magutti
- Segreteria generale: Irene Georgiou

Area organizzativa
- Team manager: Claudio Zauli
- Direttore sportivo: Paolo Bodini

Area tecnica
- Allenatore: Antonio Babini (fino al 24 ottobre 2012, Mauro Fresa (dal 25 ottobre 2012)
- Allenatore in seconda: Stefano Albani
- Scout man: Massimo Melandri
- Responsabile settore giovanile: Maria Pia Bissi, Pietro Mazzi

Area comunicazione
- Ufficio stampa: Sandro Camerani
- Responsabile eventi: Carlo Sirri

Area marketing
- Ufficio marketing: Tamara Pantaleone
- Gestione sponsor tecnici: Corrado Scozzoli
- Logistica: Roberto Costa
- Biglietteria: Maria Pia Bissi

Area sanitaria
- Medico: Massimo Argani
- Preparatore atletico: Daniele Ercolessi
- Fisioterapista: Davide Baccoli

## Rosa
| N° | Nome                   | Ruolo | Data di nascita   | Nazionalità sportiva |
| -- | ---------------------- | ----- | ----------------- | -------------------- |
| 1  | Stefano Mengozzi       | C     | 6 maggio 1985     | Italia               |
| 2  | Ryan Owens             | S     | 20 ottobre 1980   | Stati Uniti          |
| 4  | Tsimafei Zhukouski     | P     | 18 dicembre 1989  | Croazia              |
| 5  | Thanasīs Psarras       | P     | 1º giugno 1973    | Grecia               |
| 6  | Luca Sirri             | S     | 5 gennaio 1983    | Italia               |
| 7  | Matteo Tabanelli       | L     | 24 settembre 1983 | Italia               |
| 8  | Filippo Mazzotti       | L     | 13 settembre 1995 | Italia               |
| 9  | Massimiliano Di Franco | C     | 7 febbraio 1978   | Italia               |
| 10 | Balša Radunović        | S     | 12 agosto 1992    | Montenegro           |
| 11 | Bruno Zanuto           | S     | 3 marzo 1983      | Brasile              |
| 12 | Stefano Moro           | SO    | 2 gennaio 1982    | Italia               |
| 13 | Giacomo Bellei         | S/O   | 7 febbraio 1988   | Italia               |
| 14 | Panagiōtīs Pelekoudas  | C     | 8 novembre 1989   | Grecia               |
| 15 | Sebastián Creus        | C     | 21 novembre 1981  | Italia               |

## Mercato
| Acquisti | Acquisti               | Acquisti          | Acquisti   |
| R.       | Nome                   | da                | Modalità   |
| -------- | ---------------------- | ----------------- | ---------- |
| S/O      | Giacomo Bellei         | Modena            | definitivo |
| C        | Sebastián Creus        | Umbria            | definitivo |
| C        | Massimiliano Di Franco | La Fenice Isernia | definitivo |
| L        | Filippo Mazzotti       | -                 | giovanili  |
| S        | Ryan Owens             | Lapangan Volley   | definitivo |
| C        | Panagiōtīs Pelekoudas  | Īraklīs Salonicco | definitivo |
| P        | Thanasīs Psarras       | Panathīnaïkos     | definitivo |
| S        | Balša Radunović        | Segrate           | definitivo |
| S        | Bruno Zanuto           | BVC               | definitivo |
| P        | Tsimafei Zhukouski     | Gabeca            | definitivo |

| Cessioni | Cessioni             | Cessioni              | Cessioni      |
| R.       | Nome                 | a                     | Modalità      |
| -------- | -------------------- | --------------------- | ------------- |
| P        | Simone Bendandi      | ?                     | definitivo    |
| C        | Theodore Brunner     | -                     | ritirato      |
| P        | Antonio Corvetta     | Piacenza              | definitivo    |
| C        | Sebastián Creus      | Lokomotiv Novosibirsk | definitivo    |
| L        | Lorenzo Gallosti     | Trentino              | fine prestito |
| S/O      | Piotr Gruszka        | AZS Olsztyn           | definitivo    |
| C        | Nicola Leonardi      | Trentino              | fine prestito |
| S        | Matjia Plesko        | ?                     | definitivo    |
| C        | Fabio Ricci          | Lube                  | definitivo    |
| S        | Nathan Roberts       | ?                     | definitivo    |
| S        | Matthijs Verhanneman | Trentino              | fine prestito |

## Risultati

### Serie A1

#### Girone di andata
| 1ª giornata - 7 ottobre 2012 PalaDeAndrè, Ravenna         | Robur Angelo Costa | 0 - 3 | Piacenza           | 17-25, 19-25, 19-25               |
| 2ª giornata - 14 ottobre 2012 PalaBreBanca, Cuneo         | Piemonte           | 3 - 0 | Robur Angelo Costa | 25-13, 25-19, 25-13               |
| 3ª giornata - 21 ottobre 2012 PalaDeAndrè, Ravenna        | Robur Angelo Costa | 1 - 3 | BluVolley Verona   | 25-22, 18-25, 15-25, 18-25        |
| 4ª giornata - 28 ottobre 2012 PalaDeAndrè, Ravenna        | Robur Angelo Costa | 0 - 3 | Lube               | 13-25, 21-25, 15-25               |
| 5ª giornata - 4 novembre 2012 PalaValentia, Vibo Valentia | Callipo            | 3 - 0 | Robur Angelo Costa | 28-26, 25-15, 25-19               |
| 6ª giornata - 11 novembre 2012 PalaPanini, Modena         | Modena             | 1 - 3 | Robur Angelo Costa | 22-25, 23-25, 25-20, 23-25        |
| 7ª giornata - 18 novembre 2012 PalaGalassi, Forlì         | Robur Angelo Costa | 1 - 3 | Top Volley Latina  | 22-25, 25-21, 20-25, 17-25        |
| 8ª giornata - 24 novembre 2012 PalaKemon, San Giustino    | Altotevere         | 3 - 0 | Robur Angelo Costa | 25-12, 25-22, 25-20               |
| 9ª giornata - 2 dicembre 2012 PalaEvangelisti, Perugia    | Sir Safety Perugia | 3 - 0 | Robur Angelo Costa | 25-20, 25-21, 25-22               |
| 10ª giornata - 9 dicembre 2012 PalaDeAndrè, Ravenna       | Robur Angelo Costa | 2 - 3 | New Mater          | 25-18, 18-25, 25-19, 22-25, 11-15 |
| 11ª giornata - 16 dicembre 2012 PalaTrento, Trento        | Trentino           | 3 - 0 | Robur Angelo Costa | 25-13, 25-18, 25-18               |

#### Girone di ritorno
| 12ª giornata - 22 dicembre 2012 PalaBanca, Piacenza        | Piacenza           | 3 - 1 | Robur Angelo Costa | 23-25, 25-17, 25-18, 25-17 |
| 13ª giornata - 6 gennaio 2013 PalaDeAndrè, Ravenna         | Robur Angelo Costa | 0 - 3 | Piemonte           | 19-25, 19-25, 22-25        |
| 14ª giornata - 13 gennaio 2013 PalaOlimpia, Verona         | BluVolley Verona   | 0 - 3 | Robur Angelo Costa | 23-25, 17-25, 19-25        |
| 15ª giornata - 20 gennaio 2013 PalaFontescodella, Macerata | Lube               | 3 - 0 | Robur Angelo Costa | 28-26, 25-21, 25-17        |
| 16ª giornata - 26 gennaio 2013 PalaDeAndrè, Ravenna        | Robur Angelo Costa | 0 - 3 | Callipo            | 24-26, 16-25, 19-25        |
| 17ª giornata - 3 febbraio 2013 PalaDeAndrè, Ravenna        | Robur Angelo Costa | 0 - 3 | Modena             | 19-25, 18-25, 22-25        |
| 18ª giornata - 10 febbraio 2013 PalaBianchini, Latina      | Top Volley Latina  | 1 - 3 | Robur Angelo Costa | 22-25, 24-26, 25-23, 22-25 |
| 19ª giornata - 16 febbraio 2013 PalaDeAndrè, Ravenna       | Robur Angelo Costa | 0 - 3 | Altotevere         | 23-25, 17-25, 20-25        |
| 20ª giornata - 24 febbraio 2013 PalaDeAndrè, Ravenna       | Robur Angelo Costa | 0 - 3 | Sir Safety Perugia | 14-25, 22-25, 20-25        |
| 21ª giornata - 3 marzo 2013 PalaGrotte, Castellana Grotte  | New Mater          | 3 - 1 | Robur Angelo Costa | 29-31, 25-19, 25-23, 25-17 |
| 22ª giornata - 10 marzo 2013 PalaDeAndrè, Ravenna          | Robur Angelo Costa | 0 - 3 | Trentino           | 19-25, 15-25, 19-25        |

## Statistiche

### Statistiche di squadra
| Competizione | Punti | In casa | In casa | In casa | In trasferta | In trasferta | In trasferta | Totale | Totale | Totale |
| Competizione | Punti | G       | V       | P       | G            | V            | P            | G      | V      | P      |
| ------------ | ----- | ------- | ------- | ------- | ------------ | ------------ | ------------ | ------ | ------ | ------ |
| Serie A1     | 10    | 11      | 0       | 11      | 11           | 3            | 8            | 22     | 3      | 19     |
| Totale       | -     | 11      | 0       | 11      | 11           | 3            | 8            | 22     | 3      | 19     |

G = partite giocate; V = partite vinte; P = partite perse

### Statistiche dei giocatori
| Giocatore     | Serie A1 | Serie A1 | Serie A1 | Serie A1 | Serie A1 | Totale | Totale | Totale | Totale | Totale |
| Giocatore     | P        | PT       | AV       | MV       | BV       | P      | PT     | AV     | MV     | BV     |
| ------------- | -------- | -------- | -------- | -------- | -------- | ------ | ------ | ------ | ------ | ------ |
| G. Bellei     | 22       | 114      | 108      | 5        | 2        | 22     | 114    | 108    | 5      | 2      |
| S. Creus      | 8        | 49       | 35       | 9        | 5        | 8      | 49     | 35     | 9      | 5      |
| M. Di Franco  | 7        | 22       | 12       | 10       | 0        | 7      | 22     | 12     | 10     | 0      |
| F. Mazzotti   | 10       | -        | -        | -        | -        | 10     | -      | -      | -      | -      |
| S. Mengozzi   | 21       | 154      | 100      | 48       | 6        | 21     | 154    | 100    | 48     | 6      |
| S. Moro       | 20       | 182      | 167      | 4        | 11       | 20     | 182    | 167    | 4      | 11     |
| R. Owens      | 12       | 61       | 43       | 9        | 9        | 12     | 61     | 43     | 9      | 9      |
| P. Pelekoudas | 16       | 63       | 54       | 9        | 0        | 16     | 63     | 54     | 9      | 0      |
| T. Psarras    | 22       | 8        | 3        | 2        | 3        | 22     | 8      | 3      | 2      | 3      |
| B. Radunović  | 5        | 5        | 4        | 1        | 0        | 5      | 5      | 4      | 1      | 0      |
| L. Sirri      | 20       | 74       | 55       | 14       | 5        | 20     | 74     | 55     | 14     | 5      |
| M. Tabanelli  | 22       | -        | -        | 1        | -        | 22     | -      | -      | 1      | -      |
| B. Zanuto     | 22       | 232      | 212      | 15       | 5        | 22     | 232    | 212    | 15     | 5      |
| T. Zhukouski  | 21       | 63       | 32       | 17       | 14       | 21     | 63     | 32     | 17     | 14     |

P = presenze; PT = punti totali; AV = attacchi vincenti; MV = muri vincenti; BV = battute vincenti